# Fonollosa
Para el poeta, véase José María Fonollosa
Fonollosa es un municipio de la comarca del Bages, en la provincia de Barcelona, Cataluña, España.

## Entidades
Fonollosa está formado por cuatro distritos o entidades.
Lista de población por entidades:
| Entidad de la población | Habitantes (1/09/2022) |
| ----------------------- | ---------------------- |
| Camps                   | 92                     |
| Fals                    | 347                    |
| Fonollosa               | 221                    |
| Canet de Fals           | 914                    |

## Geografía
Fonollosa está situado en la besante sur de la sierra de Castelltallat, en el valle de la riera del mismo nombre, afluente del río Cardener.
La vegetación predominante son los pinares y encinares.

## Demografía
Fonollosa cuenta con una población de 1585 habitantes (INE 2024).
| Gráfica de evolución demográfica de Fonollosa entre 1842 y 2021 |
| |
| Población de derecho según los censos de población del INE. Población de hecho según los censos de población del INE.En este censo se denominaba Fonollosa, Fals, Camps y Casellas: 1842. |

## Economía
La agricultura de secano (cereales, viñas, olivos y almendros) predomina sobre la agricultura de regadío. La ganadería ha experimentado un gran impulso con la instalación de granjas de rebaños porcinos, bovinos y de aves.

## Lugares para visitar
En Fals, al lado de la iglesia, donde estaba situado el antiguo castillo documentado desde poco después del año 1000, se levantan dos torres de defensa, las torres de Fals (declaradas bien de interés cultural desde el 8 de noviembre de 1988) que forman un conjunto vistoso junto con la iglesia.
También en Fals destaca la ermita románica de Santa María del Grau, del siglo XIII, bien reconstruida y situada en un lugar pintoresco.

## Administración
| Periodo   | Nombre                   | Partido   |
| --------- | ------------------------ | --------- |
| 1999-2003 | Josep Pintó              | CiU       |
| 2003-2007 | David Bonvehi Torrás     | CiU       |
| 2007-2011 | Jaume Serarols Beltran   | CiU       |
| 2015-2019 | Eloi Hernàndez i Mosella | Junts-ERC |
| 2019-2023 | Eloi Hernàndez i Mosella | Junts-ERC |